# مدار ۲۶ درجه شمالی
مدار ۲۶ درجه شمالی، دایره‌ای از عرض جغرافیایی است که در ۲۶ درجهٔ شمالی خط استوا قرار دارد.

## گذر از مناطق
از نصف‌النهار مبدأ شروع می‌شود و به سمت مشرق ۲۶ درجه شمالی از موارد زیر گذر می‌کند:
| مختصات‌ها                                             | کشور، قلمرو یا دریا          | توضیحات |
| ---------------------------------------------------- | ---------------------------- | --- |
| ۲۶°۰′ شمالی ۰°۰′ شرقی / ۲۶٫۰۰۰°شمالی ۰٫۰۰۰°شرقی      | الجزایر                      | |
| ۲۶°۰′ شمالی ۹°۳۲′ شرقی / ۲۶٫۰۰۰°شمالی ۹٫۵۳۳°شرقی     | لیبی                         | |
| ۲۶°۰′ شمالی ۲۵°۰′ شرقی / ۲۶٫۰۰۰°شمالی ۲۵٫۰۰۰°شرقی    | مصر                          | |
| ۲۶°۰′ شمالی ۳۴°۲۰′ شرقی / ۲۶٫۰۰۰°شمالی ۳۴٫۳۳۳°شرقی   | دریای سرخ                    | |
| ۲۶°۰′ شمالی ۳۶°۴۲′ شرقی / ۲۶٫۰۰۰°شمالی ۳۶٫۷۰۰°شرقی   | عربستان سعودی                | |
| ۲۶°۰′ شمالی ۵۰°۴′ شرقی / ۲۶٫۰۰۰°شمالی ۵۰٫۰۶۷°شرقی    | خلیج فارس                    | خلیج بحرین |
| ۲۶°۰′ شمالی ۵۰°۲۸′ شرقی / ۲۶٫۰۰۰°شمالی ۵۰٫۴۶۷°شرقی   | بحرین                        | |
| ۲۶°۰′ شمالی ۵۰°۳۸′ شرقی / ۲۶٫۰۰۰°شمالی ۵۰٫۶۳۳°شرقی   | خلیج فارس                    | خلیج بحرین |
| ۲۶°۰′ شمالی ۵۱°۲′ شرقی / ۲۶٫۰۰۰°شمالی ۵۱٫۰۳۳°شرقی    | قطر                          | |
| ۲۶°۰′ شمالی ۵۱°۲۴′ شرقی / ۲۶٫۰۰۰°شمالی ۵۱٫۴۰۰°شرقی   | خلیج فارس                    | Passing between the جزیرهٔ Bani Forur و جزیره سیری, ایران · Passing between the تنب بزرگ and the جزیرهٔ جزیره ابوموسی, controlled by ایران but ادعا شده توسط امارات متحده عربی                               |
| ۲۶°۰′ شمالی ۵۶°۴′ شرقی / ۲۶٫۰۰۰°شمالی ۵۶٫۰۶۷°شرقی    | امارات متحده عربی            | |
| ۲۶°۰′ شمالی ۵۶°۱۰′ شرقی / ۲۶٫۰۰۰°شمالی ۵۶٫۱۶۷°شرقی   | عمان                         | مسندم peninsula |
| ۲۶°۰′ شمالی ۵۶°۲۵′ شرقی / ۲۶٫۰۰۰°شمالی ۵۶٫۴۱۷°شرقی   | اقیانوس هند                  | دریای عمان |
| ۲۶°۰′ شمالی ۵۷°۱۴′ شرقی / ۲۶٫۰۰۰°شمالی ۵۷٫۲۳۳°شرقی   | ایران                        | |
| ۲۶°۰′ شمالی ۶۱°۴۸′ شرقی / ۲۶٫۰۰۰°شمالی ۶۱٫۸۰۰°شرقی   | پاکستان                      | ایالت بلوچستان پاکستان استان سند |
| ۲۶°۰′ شمالی ۷۰°۵′ شرقی / ۲۶٫۰۰۰°شمالی ۷۰٫۰۸۳°شرقی    | هند                          | راجستان مادایا پرادش اوتار پرادش بیهار بنگال غربی |
| ۲۶°۰′ شمالی ۸۸°۹′ شرقی / ۲۶٫۰۰۰°شمالی ۸۸٫۱۵۰°شرقی    | بنگلادش                      | |
| ۲۶°۰′ شمالی ۸۹°۳۲′ شرقی / ۲۶٫۰۰۰°شمالی ۸۹٫۵۳۳°شرقی   | هند                          | West Bengal - حدود 4km |
| ۲۶°۰′ شمالی ۸۹°۳۵′ شرقی / ۲۶٫۰۰۰°شمالی ۸۹٫۵۸۳°شرقی   | بنگلادش                      | |
| ۲۶°۰′ شمالی ۸۹°۴۹′ شرقی / ۲۶٫۰۰۰°شمالی ۸۹٫۸۱۷°شرقی   | هند                          | آسام مگالایا Assam ناگالند |
| ۲۶°۰′ شمالی ۹۵°۸′ شرقی / ۲۶٫۰۰۰°شمالی ۹۵٫۱۳۳°شرقی    | میانمار (Burma)              | |
| ۲۶°۰′ شمالی ۹۸°۳۶′ شرقی / ۲۶٫۰۰۰°شمالی ۹۸٫۶۰۰°شرقی   | چین                          | یون‌نان گوئیژو گوانگشی هونان (passing between Guangxi and Hunan several times) جیانگشی فوجیان — گذرکردن از جنوب فوژو                                                                                        |
| ۲۶°۰′ شمالی ۱۱۹°۴۳′ شرقی / ۲۶٫۰۰۰°شمالی ۱۱۹٫۷۱۷°شرقی | دریای چین شرقی               | گذرکردن از شمال disputed سن‌کاکو |
| ۲۶°۰′ شمالی ۱۲۷°۴۰′ شرقی / ۲۶٫۰۰۰°شمالی ۱۲۷٫۶۶۷°شرقی | اقیانوس آرام                 | گذرکردن از جنوب جزیرهٔ Okinawa, ژاپن · گذرکردن از شمال جزیرهٔ Kita Daito, ژاپن · گذرکردن از جنوب جزیره لیسیانسکی, هاوائی, ایالات متحده آمریکا · گذرکردن از شمال atoll of Laysan, هاوائی, ایالات متحده آمریکا |
| ۲۶°۰′ شمالی ۱۱۲°۱۲′ غربی / ۲۶٫۰۰۰°شمالی ۱۱۲٫۲۰۰°غربی | مکزیک                        | باحا کالیفرنیا سور |
| ۲۶°۰′ شمالی ۱۱۱°۲۰′ غربی / ۲۶٫۰۰۰°شمالی ۱۱۱٫۳۳۳°غربی | خلیج کالیفرنیا               | |
| ۲۶°۰′ شمالی ۱۱۱°۱۰′ غربی / ۲۶٫۰۰۰°شمالی ۱۱۱٫۱۶۷°غربی | مکزیک                        | Baja California Sur - Isla Carmen |
| ۲۶°۰′ شمالی ۱۱۱°۵′ غربی / ۲۶٫۰۰۰°شمالی ۱۱۱٫۰۸۳°غربی  | خلیج کالیفرنیا               | |
| ۲۶°۰′ شمالی ۱۰۹°۲۶′ غربی / ۲۶٫۰۰۰°شمالی ۱۰۹٫۴۳۳°غربی | مکزیک                        | سینالوآ ایالت چیواوا دورانگو کواویلا نوئوو لئون تامائولیپاس |
| ۲۶°۰′ شمالی ۹۷°۳۹′ غربی / ۲۶٫۰۰۰°شمالی ۹۷٫۶۵۰°غربی   | ایالات متحده آمریکا          | تگزاس |
| ۲۶°۰′ شمالی ۹۷°۹′ غربی / ۲۶٫۰۰۰°شمالی ۹۷٫۱۵۰°غربی    | خلیج مکزیک                   | |
| ۲۶°۰′ شمالی ۸۱°۴۵′ غربی / ۲۶٫۰۰۰°شمالی ۸۱٫۷۵۰°غربی   | ایالات متحده آمریکا          | فلوریدا |
| ۲۶°۰′ شمالی ۸۰°۷′ غربی / ۲۶٫۰۰۰°شمالی ۸۰٫۱۱۷°غربی    | اقیانوس اطلس                 | |
| ۲۶°۰′ شمالی ۷۷°۲۴′ غربی / ۲۶٫۰۰۰°شمالی ۷۷٫۴۰۰°غربی   | باهاما                       | جزیرهٔ Great Abaco |
| ۲۶°۰′ شمالی ۷۷°۱۱′ غربی / ۲۶٫۰۰۰°شمالی ۷۷٫۱۸۳°غربی   | اقیانوس اطلس                 | |
| ۲۶°۰′ شمالی ۱۴°۳۰′ غربی / ۲۶٫۰۰۰°شمالی ۱۴٫۵۰۰°غربی   | صحرای غربی                   | ادعا شده توسط مراکش |
| ۲۶°۰′ شمالی ۱۲°۰′ غربی / ۲۶٫۰۰۰°شمالی ۱۲٫۰۰۰°غربی    | صحرای غربی / موریتانی border | |
| ۲۶°۰′ شمالی ۸°۴۰′ غربی / ۲۶٫۰۰۰°شمالی ۸٫۶۶۷°غربی     | موریتانی                     | |
| ۲۶°۰′ شمالی ۶°۲۶′ غربی / ۲۶٫۰۰۰°شمالی ۶٫۴۳۳°غربی     | الجزایر                      | |